# Zofia Magdalena
Zofia Magdalena (duń. Sophie Magdalene; ur. 28 listopada 1700, zm. 27 maja 1770 w zamku Hirschholm) – królowa Danii i Norwegii.
Była córką margrabiego Brandenburgii-Kulmbach-Wewerlingen Chrystiana Henryka (1661-1708) i jego żony Zofii Chrystiany z Wolfsteinu (1667-1737). 7 sierpnia 1721 na zamku Pretzsch (Elbe) w Saksonii poślubiła następcę tronu duńskiego ks. Chrystiana, przyszłego króla Danii Chrystiana VI (1699-1746). Młodych połączyły nie tylko interesy polityczne, ale również wzajemne zainteresowania religijne: oboje znajdowali się pod mocnym wpływem pietyzmu. W sprawach społecznych królowa znacznie wyprzedzała epokę, w której żyła: w 1750 uwolniła chłopów ze swego majątku w Hirschholm (dzisiejszy Hørsholm) od obowiązku odrabiania pańszczyzny. W 1737 królowa założyła klasztor Vallø. 
Współcześni charakteryzowali ją jako osobę zaborczą, zazdrosną, nieelastyczną w sprawach religijnych i neurotyczną. Mimo oddawania się pietyzmowi i religijności nie przeciwstawiała się brutalnemu traktowaniu przez męża jego macochy i poprzedniej królowej Anny Zofii Reventlow, a nawet nalegała na króla, aby ten usunął ją z dworu. Na swoją koronację, która miała miejsce w kaplicy zamku Frederiksborg w 1731, zamówiła dla siebie nową koronę, aby nie używać poprzedniej, którą nosiła znienawidzona przez nią macocha męża. Nigdy też nie nauczyła się duńskiego.
Potomstwo Zofii Magdaleny i Chrystiana VI:
- Fryderyk (1723-1766), przyszły król Danii Fryderyk V,
- Ludwika (1726-1756), która poślubiła ks. Ernesta Fryderyka III z Saksonii-Hildburghausen.

Zofia Magdalena została pochowana u boku męża w katedrze w Roskilde.